# Kentaró Sawada
Kentaró Sawada (* 15. květen 1970) je bývalý japonský fotbalista.

## Klubová kariéra
Hrával za Kashiwa Reysol, Sanfrecce Hiroshima.

## Reprezentační kariéra
Kentaró Sawada odehrál za japonský národní tým v letech 1995-1996 celkem 4 reprezentační utkání.

## Statistiky
| Japonsko | Japonsko | Japonsko |
| Roky     | Záp.     | Góly     |
| -------- | -------- | -------- |
| 1995     | 2        | 0        |
| 1996     | 2        | 0        |
| Celkem   | 4        | 0        |